# Jenny Wade

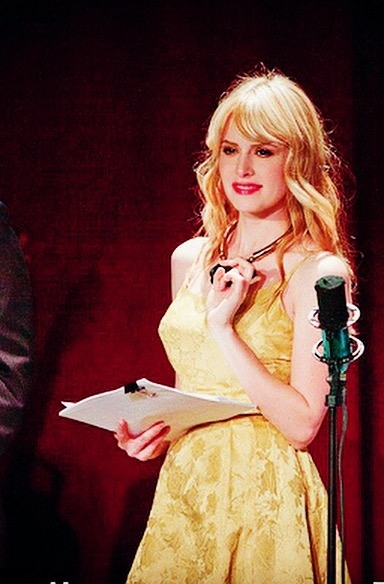
Jenny Wade, 2017

Jennifer „Jenny“ Wade (* 6. Oktober 1980 in Eugene, Oregon) ist eine US-amerikanische Schauspielerin.

## Leben
Wade debütierte 1999 in der Fernsehserie Undressed – Wer mit wem?. Im Kurzfilm Tumble (2000) von Neil LaBute war sie neben Aaron Eckhart in einer der beiden Rollen zu sehen. Die Horrorkomödie Feast (2005), in der sie eine größere Rolle spielte, wurde 2005 auf dem Austin Fantastic Fest ausgezeichnet. Größere Rollen spielte sie auch im Filmdrama Love Is the Drug (2006) und – an der Seite von Catherine Zeta-Jones, Aaron Eckhart und Abigail Breslin – in der Komödie Rezept zum Verlieben (2007). In der mit einem Budget von 3000 US-Dollar gedrehten Komödie Cute Couple, die im Juni 2008 mit dem Publikumspreis des Jackson Hole Film Festivals ausgezeichnet wurde, übernahm sie eine der vier Hauptrollen.

## Filmografie (Auswahl)
- 2000: Tumble (Kurzfilm)
- 2000: Nurse Betty
- 2003: Naked Hotel
- 2005: Das Schwieger-Monster (Monster-in-Law)
- 2005: Red Eye
- 2005: Feast
- 2005: Wo die Liebe hinfällt … (Rumor Has It…)
- 2006: Love Is the Drug
- 2007: Rezept zum Verlieben (No Reservations)
- 2008: Cute Couple (Kurzfilm)
- 2009: Brothers
- 2009: Reaper – Ein teuflischer Job (Reaper, Fernsehserie, 11 Folgen)
- 2010: The Good Guys (Fernsehserie, 20 Folgen)
- 2012–2013: Wedding Band (Fernsehserie, 10 Folgen)
- 2017: The Arrangement (Fernsehserie, Folge 1x04)
- 2019: I Am the Night (Fernsehserie, Folge 1x04)
- 2019: Magnum P.I. (Fernsehserie, Folge 1x17)